# Chargeur (Dalaba)
Pour les articles homonymes, voir Chargeur.
Chargeur est l'un des quartiers de la commune de Dalaba en Guinée.
C'est un quartier résidentielle qui abrite notamment les grands hôtels notamment SIB Hôtel du Fouta, l'hôtel Tangama, l'Institut supérieur des sciences et de médecine vétérinaire de Dalaba, l'auberge Seydi II, le bureau de tourisme "ALDET" et le centre artisanal de Dalaba.
La musicienne Miriam Makeba a séjournée de 1969 à 1985 sous la présidence de son camarade Ahmed Sékou Touré,.

## L'offre hôtelière
- SIB Hôtel du Fouta
- l'hôtel Tangama
- l'auberge Seydi II